# Clarias sulcatus
Clarias sulcatus és una espècie de peix de la família dels clàrids i de l'ordre dels siluriformes.

## Morfologia
Els mascles poden assolir els 20,7 cm de llargària total.

## Distribució geogràfica
Es troba a Malàisia.